# 日本プスネス
日本プスネス株式会社（にっぽんプスネス）は、山口県下関市武久町に本社を置く甲板機械メーカーである。

## 沿革
- 1976年7月 - 会社設立。
- 1979年12月 - 瀨戸﨑鐵工所と製造協定を締結。
- 1982年1月 - 瀨戸﨑鐵工所の株式60％を取得し子会社化。
- 1998年 - 日立造船（現・カナデビア）グループとなる[2]。
- 1999年4月 - 瀨戸﨑鐵工所の全株式を取得し完全子会社化。
- 2000年2月 - ISO9001認証取得。
- 2013年3月 - 東京都中央区から下関市武久町に本社移転。
- 2014年9月 - 東京事務所を開設。
- 2015年4月 - ISO14001認証取得[3]。AKASTOR ASが保有する28.0％の全株式を日立造船に譲渡[2]。
- 2022年10月 - 日立造船が保有する全株式を今治造船に譲渡し、今治造船グループの傘下となる[4]。

## グループ会社
- 株式会社瀨戸﨑鐵工所（船舶用甲板機械の製造）